# Fundamento de Esperanto
El Fundamento de Esperanto es un libro escrito por L. L. Zamenhof, publicado en julio de 1905. El 9 de agosto de 1905 se declaró como la descripción oficial del idioma en el cuarto artículo de la Declaración de Boulogne en el primer Congreso Universal en Boulogne-sur-Mer, Francia. Es considerado el reglamento esencial y obligatorio del esperanto y es por lo tanto intocable.
El Fundamento consiste en cuatro partes: un Prólogo (Antaŭparolo), una Gramática (Gramatiko), una colección de ejercicios (Ekzercaro) y un Diccionario Universal (Universala Vortaro). Con la excepción del Prólogo, todo lo que está en el Fundamento viene de trabajos anteriores de Zamenhof.
Además del Fundamento están los "Suplementos Oficiales" (Oficialaj Aldonoj) A la fecha, hay ocho Suplementos Oficiales. El Prólogo del Fundamento declara:
"Nur iam poste, kiam la granda parto de la novaj vortoj estos jam tute matura, ia aŭtoritata institucio enkondukos ilin en la vortaron oficialan, kiel 'Aldonon al la Fundamento'".
"A partir de ahora, cuando la mayoría de las nuevas palabras se hayan establecido en el uso, alguna institución con autoridad las incluirá en el diccionario oficial en forma de "Suplemento del Fundamento".
La gramática y la sección del diccionario del Fundamento están en cinco idiomas nacionales: francés, inglés, alemán, ruso y polaco.